# Leda Luss Luyken
Leda Luss Luyken, geb. Valata (* 1952 in Athen), ist eine griechisch/amerikanische Konzeptkünstlerin, die in Deutschland lebt und arbeitet.

## Biographie
Leda Luss Luyken besuchte die Ecole d’Humanité in der Schweiz. Schon früh erkannte man dort ihr Talent und richtete ihr ein eigenes kleines Studio ein, in dem sie bereits im Alter von 13 Jahren ausstellte und das bis heute existiert. Später studierte Leda Luss Luyken Kunst und Architektur in Zürich, New York und Manchester. Dabei wurde sie besonders von den Arbeiten von Frank Lloyd Wright, Mies van der Rohe und Richard Neutra sowie Frank Gehry geprägt. Sie erhielt zudem Unterricht vom Maler und Bildhauer Alfred de Vivanco-Luyken. Auch Impressionen aus Japanischer Gartenarchitektur flossen in ihr Werk ein. Ihre berufliche Laufbahn begann sie zunächst als Innenarchitektin und architektonische Designerin in New York, ohne jedoch das Malen je aufzuhören. 1983 startete sie ihre Laufbahn als freie Künstlerin und wirkt seither als Konzeptkünstlerin in England, Deutschland und Griechenland.

## Werk
Von 1985 bis 1996 schuf Leda Luss Luyken figurative Arbeiten, von Aktzeichnungen und Torsi bis zu expressiver figurativer Malerei. Diese Arbeiten wurden unter anderem in zwei Galerieausstellungen in Amsterdam gezeigt und 1997 in einem Kunstband dokumentiert.
Seit Mitte der 1990er Jahre experimentiert und arbeitet Luss Luyken mit ModulArt und stellt damit ein neues, erst in Interaktion mit dem Betrachter entstehendes Konzept in der zeitgenössischen Kunst vor. ModulArt-Werke sind großflächige Bildkompositionen, die innerhalb eines vorgefertigten Rahmens aus quadratischen Grundelementen (je 60 × 60 cm) zusammengesetzt sind. „Ich gestalte 50 % meiner Werke, die anderen 50 % gestaltet der Betrachter“ so Luss Luyken. Sie ermutigt Käufer eines ModulArt-Bildes, die Quadrate innerhalb des Rahmens aus ihrer je eigenen Perspektive neu anzuordnen. Die Betrachter können so die Aussagekraft des Bildes immer wieder neu gestalten. Die expressionistischen Werke mit grafischen Elementen zeigen mit jeder Umstellung der Grundelemente neue künstlerische und inhaltliche Spannungsfelder, die die Malerin beim Entwurf ihrer Werke bereits mitdenkt.
Leda Luss Luyken hat die ModulArt-Technik im Bereich der Malerei zu ihrer originären künstlerischen Werkidee weiterentwickelt und arbeitet in thematischen Gemäldezyklen: Millenium (1996–2002); Greek Spirit (2003–2005); Genesis (2006–2008) sowie 96 % Dark Matter (2008–2010), Cosmos Sensual (2010–2011) sowie Radioactive (2016–2018). Jeder dieser Zyklen umfasst mehrere großformatige Werke im Maß 180 : 180 cm und größer, in denen sich die Künstlerin mit dem jeweiligen Thema auseinandersetzt. Ihre Themenschwerpunkte findet sie überwiegend im Bereich der Evolution und des Kosmos, teilweise kontrastiert durch Motive aus der Antike. Die zentrale Werkidee von ModulArt entspricht dem Lebensleitmotiv Luss Luykens nach Heraklit: pantha rei, alles fließt. Sie übersetzt dies in die künstlerische Ausdrucksform der vielfältig veränderbaren ModulArt und damit der prinzipiellen Unfertigkeit und der steten Veränderbarkeit. Ausdrücklich respektiert sie damit auch die Freiheit des Betrachters, das Werk aus seiner je eigenen, individuellen Perspektive wahrzunehmen und zu variieren.
Leda Luss Luykens ModulArt wurde öffentlich in Museumsausstellungen und in Galerieausstellungen gezeigt und in einem Katalog, einer Monographie, einem Sammlungskatalog sowie drei Filmen dokumentiert.

## Kuratierte Museums- und Kunstausstellungen
- 1996 Museum Grassi in Leipzig | Palympsistos | Einzelausstellung |
- 1998 Farbige und Weiße, Kunstpavillon München | Einzelausstellung |
- 2001 Haus der Kunst | München | K 01 | Gruppenausstellung |
- 2003 Abgusssammlung Antiker Plastik | Berlin | 4Olympia04 | Einzelausstellung |
- 2004 Haus der Kunst | München | K 04 | Gruppenausstellung |
- 2006 Greek Spirit: e-motion, camera artis, Schauplatz für moderne Kunst | München | Einzelausstellung |
- 2008 Genesis, Camera artis, Schauplatz für moderne Kunst| München | Einzelausstellung |
- 2008 Stadtmuseum in Weimar| Greek Spirit | Einzelausstellung |
- 2009 ModulArt = 4^y x y!, Marstall, Berg (Starnberger See) | Einzelausstellung

## Arbeiten im öffentlichen Raum
- 1985 1000 Jahre Verden | Wandglass Skulptur | 10: 2.50 Meter
- 1988 Links | The European Institute for the Media | Manchester (UK) | 480: 180 cm[11]
- 1999 Links | 480: 180 cm | Landesanstalt für Medien | Architektenkammer NW| Düsseldorf |[12]
- 2002 Aphrodite| United Buddy Bear im Auftrag der Botschaft der Hellenischen Republik in Berlin; unterstützt durch Honorarkonsulin Mme. Madeleine Schickedanz | ausgestellt am Brandenburger Tor in Berlin und versteigert zum Wohle von UNICEF[13]
- 2003 Olympic Ambassador | Buddy Bear für die Hellenische Republik,[14] öffentlich gezeigt 2003 in Berlin | 2003 Kitzbühel (AU) | 2004 Hong Kong | 2004 Istanbul | 2005 Tokyo | 2005 Seoul | 2005 Sydney | 2006 Berlin | 2006 Vienna | 2007 Cairo | 2007 Jerusalem | 2008 Warschau | 2008 Stuttgart | 2008 Pong Yang | 2009 Buenos Aires | 2009 Montevideo | 2009 Berlin | 2010 Astana | 2010 Helsinki | 2011 Sofia | 2011 Berlin |2012 New Delhi |[15]
- 2004/05 Gelber Engel | Skulptur 63: 99: 85 cm | im Auftrag des ADAC | und öffentlich ausgestellt im ADAC Rheinland |[16]
- 2010 2K1| ein zeitgenössisches TanzModulartVideo Projekt mit Aurelia Baumgartner | Kunsthalle whiteBOX Kultfabrik | München |[17]